# Алавидзе, Вилен Исидорович
Вилен Исидорович Алавидзе — советский хозяйственный, государственный и политический деятель.

## Биография
Родился в 1937 году. Член КПСС с 1963 года.
С 1960 года — на хозяйственной, общественной и политической работе. В 1960—2010 гг. — инженер, старший инженер специального конструкторского бюро по сельхозтехнике, первый секретарь Октябрьского райкома комсомола г. Тбилиси, секретарь, второй секретарь, первый секретарь Тбилисского горкома комсомола, инспектор отдела ЦК КП Грузии, первый секретарь Ленинского райкома партии города Тбилиси, инструктор отдела ЦК КПСС, второй секретарь Абхазского обкома Компартии Грузии, заведующий отделом ЦК КП Грузии, первый секретарь Тбилисского горкома КП Грузии, член Президиума Академии национальных и социальных отношений Грузии.
Избирался депутатом Верховного Совета Грузинской ССР 10-го созыва, Верховного Совета СССР 11-го созыва. Делегат XXVII съезда КПСС.
Живёт в Грузии.